# Dystrandlöpare
Dystrandlöpare (Bembidion doris) är en skalbaggsart som först beskrevs av Georg Wolfgang Franz Panzer 1797.  Dystrandlöpare ingår i släktet Bembidion, och familjen jordlöpare. Arten är reproducerande i Sverige.